# Канюк (рід)
Каню́к (Buteo) — рід хижих птахів родини яструбових, підродини яструбиних (Accipitrinae), або за старими класифікаціями канючиних (Buteoninae). Канюки роду Buteo — це так звані «справжні» канюки, на відміну від ще одного роду Parabuteo. Характеризуються середніми розмірами, сильним тілом і широкими крильми. Широко розповсюджені практично по всьому світу.

## Варіанти назв та етимологія

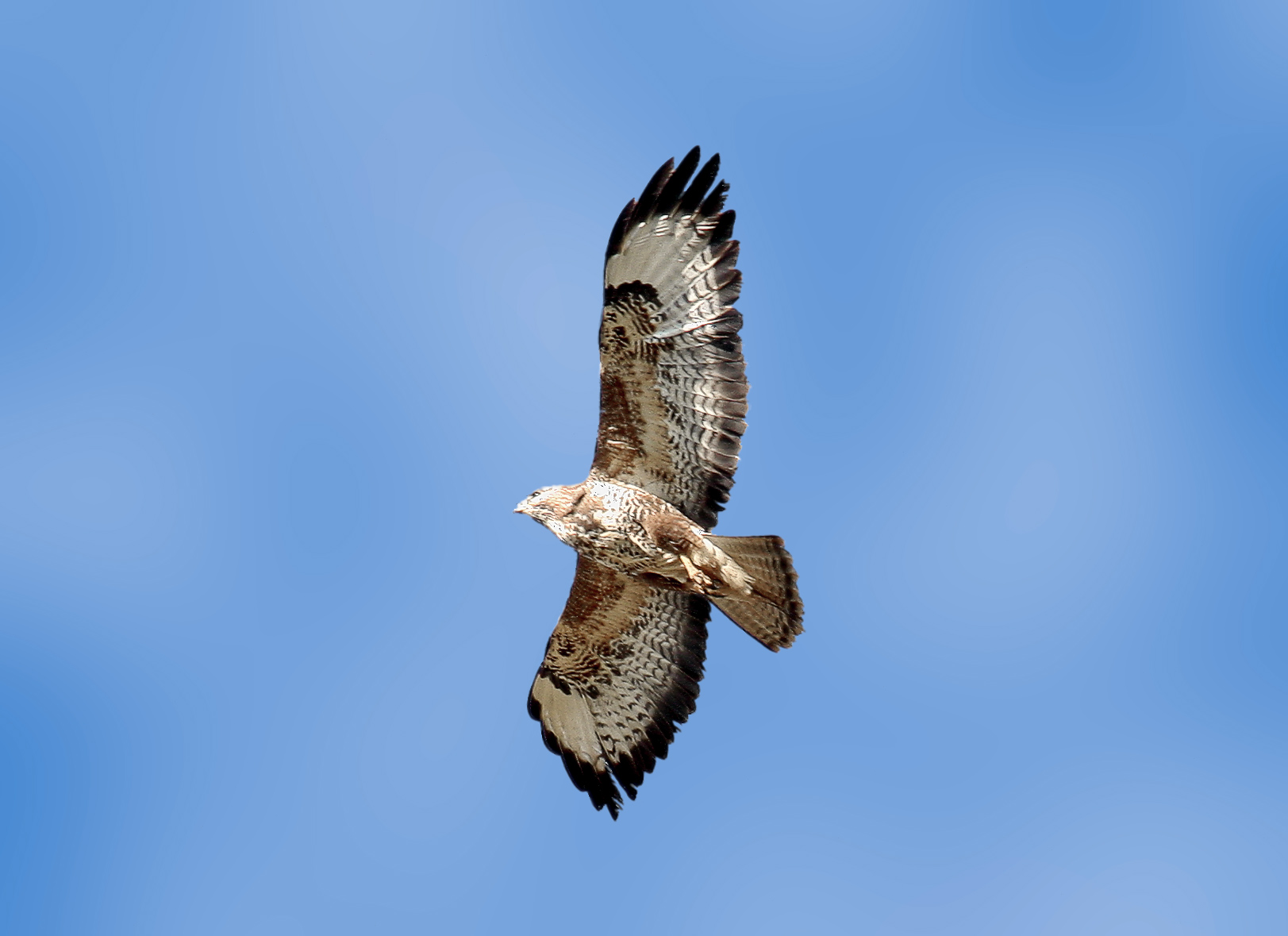
Buteo buteo

Іншими назвами, не прийнятими в сучасній науковій номенклатурі, є «ка́ня» та «мишоїд». Каня (псл. kanja) — утворення, пов'язане з наслідуванням крику птаха, подібного на квиління. Пор. з «канючити» = жалібно просити про щось.

## Види
Класифікація сучасних видів не остаточна і дещо суперечлива, наведений тут список заснований на даних NCBI. Деякі види можуть вважатися підвидами в інших класифікаціях та навпаки. Українські назви наведено за Г. В. Фесенком.
- Канюк білохвостий (Buteo albicaudatus)
- Канюк білогрудий (Buteo albigula)
- Канюк строкатохвостий (Buteo albonotatus)
- Канюк сомалійський (Buteo archeri)
- Канюк-авгур (Buteo augur)
- Канюк рудохвостий (Buteo auguralis)
- Канюк мадагаскарський (Buteo brachypterus)
- Канюк короткохвостий (Buteo brachyurus)
- Канюк звичайний (Buteo buteo) — широко поширений, звичайний гніздовий, мігруючий та зимуючий птах в Україні
- Канюк галапагоський (Buteo galapagoensis)
- Канюк монгольський (Buteo hemilasius)
- Канюк неоарктичний (Buteo jamaicensis)
- Зимняк (Buteo lagopus) — зустрічається в Україні під час сезонних міграцій та на зимівлі
- Канюк чорний Buteo leucorrhous
- Канюк рудоплечий Buteo lineatus
- Канюк великодзьобий Buteo magnirostris, синонім Rupornis magnirostris
- Канюк сірий (Buteo nitidus)
- Канюк плямистогрудий (Buteo oreophilus)
- Канюк ширококрилий (Buteo platypterus)
- Канюк гірський (Buteo poecilochrous)
- Канюк андійський (Buteo polyosoma)
- Канюк королівський (Buteo regalis)
- Канюк гаїтянський (Buteo ridgwayi)
- Канюк степовий, або курганник (Buteo rufinus) — гніздовий перелітний птах в Україні
- Канюк скельний (Buteo rufofuscus)
- Канюк гавайський (Buteo solitarius)
- Канюк прерієвий (Buteo swainsoni)
- Канюк патагонський (Buteo ventralis)